# Ernst Franz Eisenach
Ernst Franz Eisenach (1822–1861) war Bauinspektor und Architekt in Weimar unter dem Oberbaudirektor Carl Heinrich Ferdinand Streichhan.

## Werk
Die Bebauung der Belvederer Allee brachte als Erster Eisenach ins Gespräch. So konstatierte er 1858 aufgrund ihrer Nähe zum Park an der Ilm, dass sie ---sich vorzüglich eigne zu Anlagen nach dem Beispiel anderer größerer Städte, die mit dem landschaftlichen Charakter der Umgebung im Einklang stehen Zu diesem Behufe [...] [seien] vor und neben den Häusern freundliche Gartenanlagen anzubringen und selbige durch leichte Zäune von der Straße zu trennen. Bis in die Mitte der 1860er Jahre gab es für diesen Bereich noch keinen Bebauungsplan, sodass die Fluchtlinien individuell festgelegt wurden. Erst 1866 erfolgte die Genehmigung des Bauplanes zwischen Belvederer Allee und Friedhof. Die ersten Villen an der Belvederer Allee standen da bereits, welche die Bauunternehmer Karl Friedrich Röhr und Karl Eduard Kurth errichteten. Er selbst entwarf das Haus Belvederer Allee 3, das um 1860 entstand. Hauptsächlich liegt seine Bedeutung im Bereich der Stadtplanung der südlichen Stadterweiterung Weimars. Unter seiner Leitung entwarf allerdings Carl Georg Kirchner die 1857/59 entstandene Volkshochschule Weimar am Herderplatz 9. Die Entstehung des Parkbades steht mit ihm in Verbindung. Vielleicht hatte er es nach Berliner Vorbildern entworfen. Rainer Müller neigt hingegen dazu den Entwurf Karl Vent zuzuweisen.